# یاسپر هانسن
یاسپر هانسن (انگلیسی: Jesper Hansen؛ زادهٔ ۳۱ مارس ۱۹۸۵) بازیکن فوتبال اهل دانمارک است.
از باشگاه‌هایی که در آن بازی کرده‌است می‌توان به باشگاه فوتبال باستیا، باشگاه فوتبال میتیولن، و باشگاه فوتبال نورشلان اشاره کرد.